# (135069) Gagnereau
(135069) Gagnereau (2001 PV28) – planetoida z pasa głównego asteroid okrążająca Słońce w ciągu 4,68 lat w średniej odległości 2,79 j.a. Odkryta 10 sierpnia 2001 roku. Nazwa planetoidy pochodzi od E. Gagnereau, wielkiego popularyzatora astronomii.